# Dareik

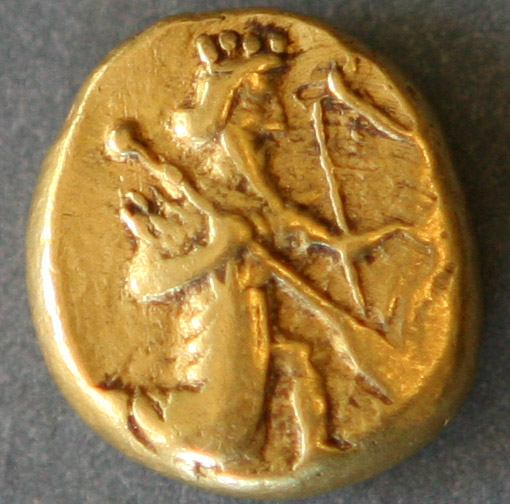
Typ IIIb akemenidisk dareik, c. 490 f.Kr.

Dareik var ett guldmynt i det akemenidiska riket. Dareiken anses vara världens första internationella valuta eftersom det var första gången som ett myntslag användes enhetligt i olika länder.